# Кукштель, Павел Сергеевич
Павел Сергеевич Кукштель (род. 19 февраля 1998, Санкт-Петербург) — российский хоккеист, нападающий системы московского «Спартака».

## Биография
Заниматься хоккеем начал в 3,5 года. Воспитанник петербургского СКА. В КХЛ дебютировал 11 февраля 2020 года в домашнем матче СКА с «Амуром» (3:2). Следующий матч провёл 4 сентября, после того как летом был обменян в «Сочи» и подписал двухлетний контракт. 23 декабря был обменян обратно. Сезон 2021/22 начал в команде ВХЛ «СКА-Нева».
По состоянию на 2018 год — студент 4 курса Университета Лесгафта.
31 июля 2022 года в результате обмена стал игроком московского «Спартака».